# 少數代表制
少數代表制（Minority Representation），顧名思義即有利於少數黨在複數選區選出議席，以補救多數黨獨大或壟斷情形，非比例代表制的選舉制度。因選民配票行為可能產生偏向比例性的結果，又稱「半比例代表制」（Semi-proportional Representation）。

## 種類
- 並立制
- 累積選舉制
- 限制連記制
- 不可轉移單票制
- 混合選擇投票制
- 雙席位制